# Pachyplastis volana
Pachyplastis volana är en fjärilsart som beskrevs av Druce 1900. Pachyplastis volana ingår i släktet Pachyplastis och familjen nattflyn. Inga underarter finns listade i Catalogue of Life.